# Carex purpureovagina
Carex purpureovagina là một loài thực vật có hoa trong họ Cói. Loài này được F.T.Wang & Y.L.Chang ex S.Yun Liang mô tả khoa học đầu tiên năm 2000.